# Żabiki
Żabiki – wieś w Polsce położona w województwie mazowieckim, w powiecie sierpeckim, w gminie Mochowo. Ma status sołectwa.
Wieś wchodzi w skład sołectwa Myszki-Żabiki.
Prywatna wieś szlachecka położona była w drugiej połowie XVI wieku w powiecie sierpeckim województwa płockiego. W latach 1975–1998 miejscowość administracyjnie należała do województwa płockiego.